# Pensacola castanea
Pensacola castanea là một loài nhện trong họ Salticidae.
Loài này thuộc chi Pensacola. Pensacola castanea được Eugène Simon miêu tả năm 1902.